# Lottbek
|  | Per a altres significats, vegeu «Lottbek (poble)». |

El Lottbek és un afluent del riu Bredenbek a l'estat d'Hamburg a Alemanya. Neix a la confluència del Moorbek i del Deepenreiengraben al nucli de Volksdorf. Desemboca al Bredenbek a l'estany de retenció Hörndiek al nucli d'Ohlstedt.

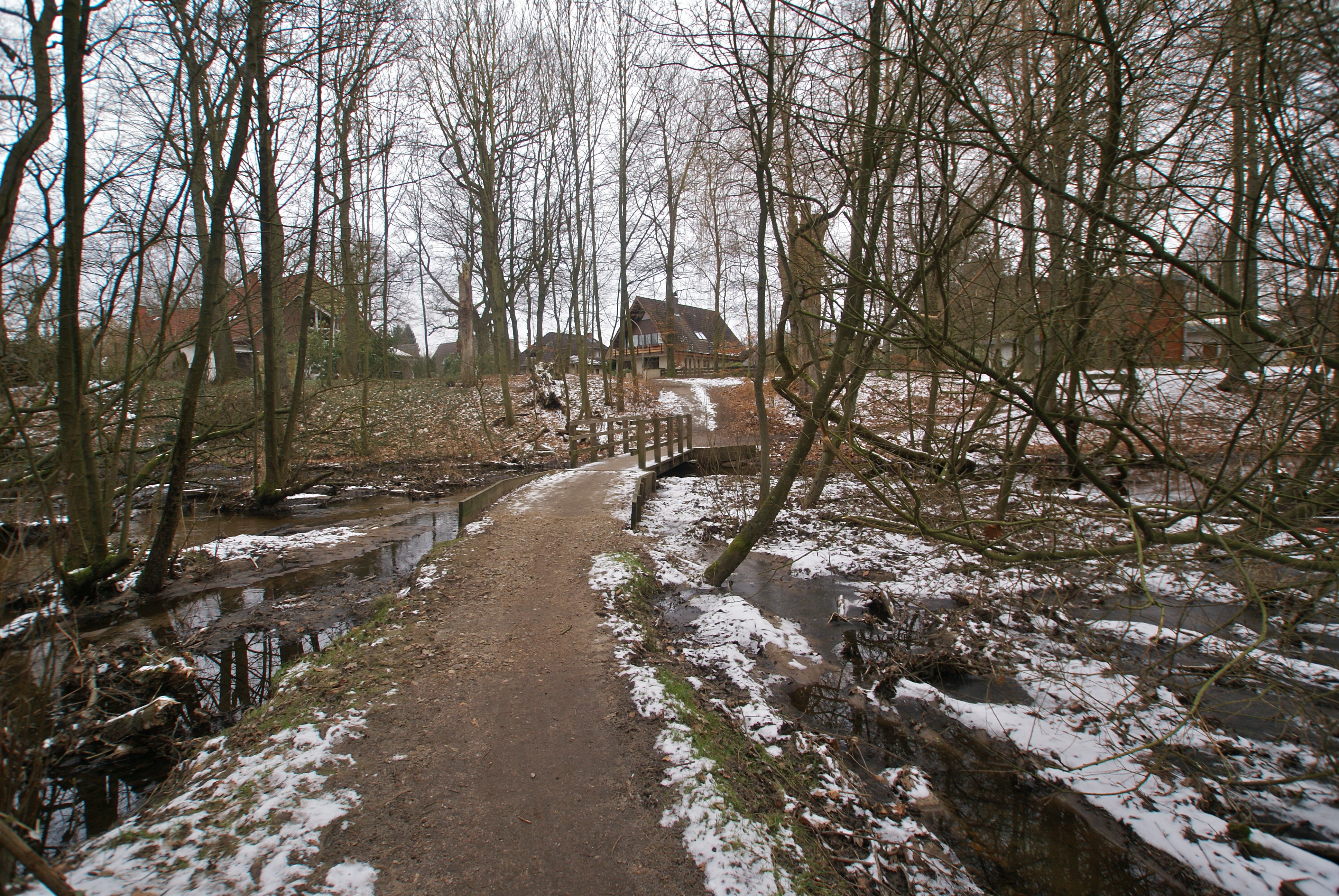
Prop del desembocament al Hörndiek

El tram superior del riu forma la frontera entre els estats d'Hamburg i de Slesvig-Holstein i també de la reserva natural Heidkoppelmoor und Umgebung a Holstein. Al tram mitjà, la urbanització massa a prop dels marges va augmentar la freqüència de les negades, per una impermeabilització del terra i una acceleració del desguàs. Ja el 2006 es parlava desviar la part més a prop de les cases vers uns prats però encara no va realitzar-se. A la part inferior, la vall esdevé més llarga i les zones d'inundació van quedar intactes, un biòtop ideal per a la flora i la fauna que prolifera a un terra moll.

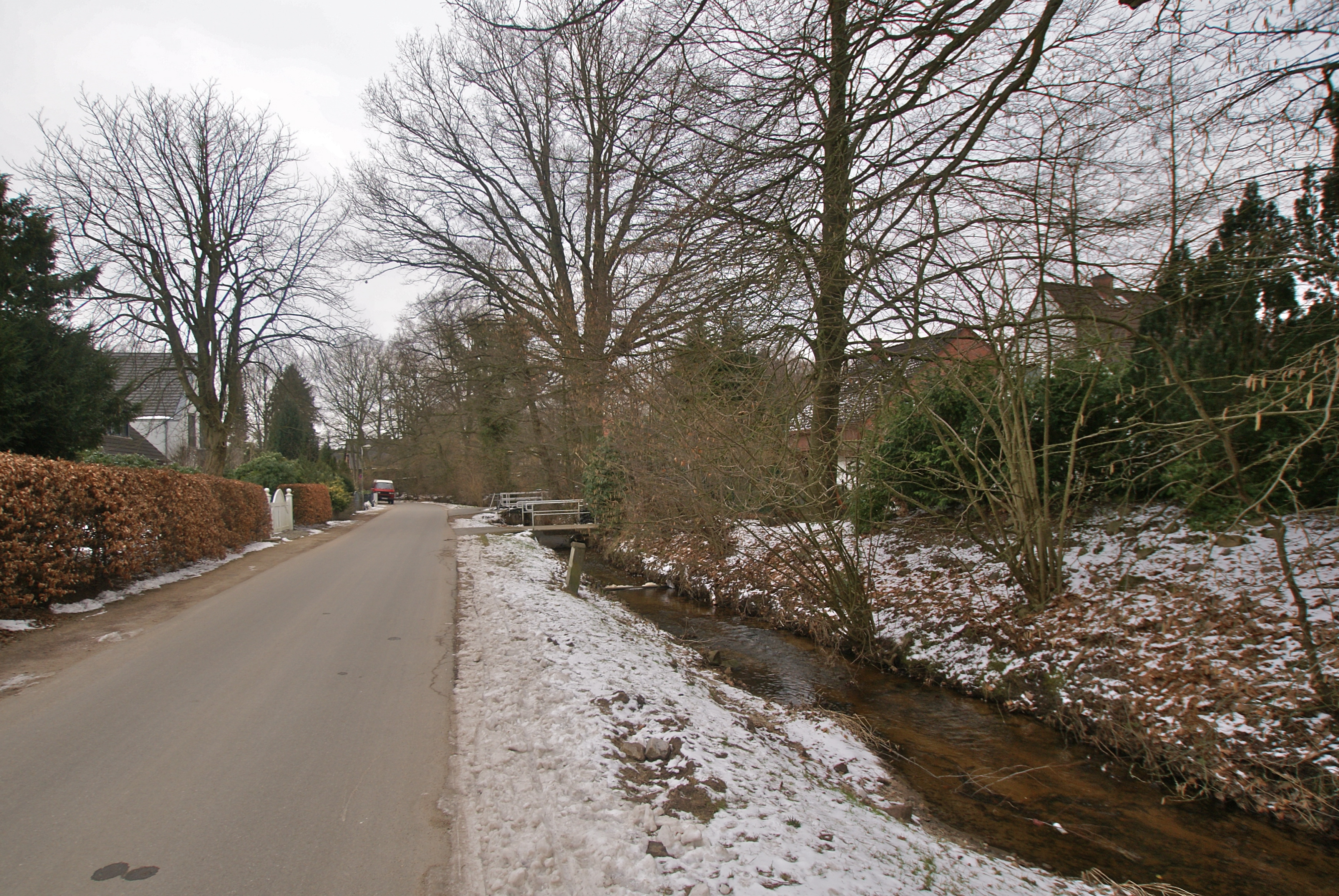
Cases a la zona d'inundació

Tot i tenir un encant paisatgístic, els dos estanys creen problemes ecològics considerables:eutrofitzen les aigües i impedeixen als peixes llargs de vèncer el desnivell a la resclosa.
Un sender per passejants i ciclistes de la confluència del Moorbek i del Deepenreiengraben fins al desembocadament al Bredenbek voreja el riu i condueix el vianant o l'esportista a través paisatges sorprenents, al mig de l'àrea metropolitana d'Hamburg.

## Galeria
Fotos d'amunt cap a avall

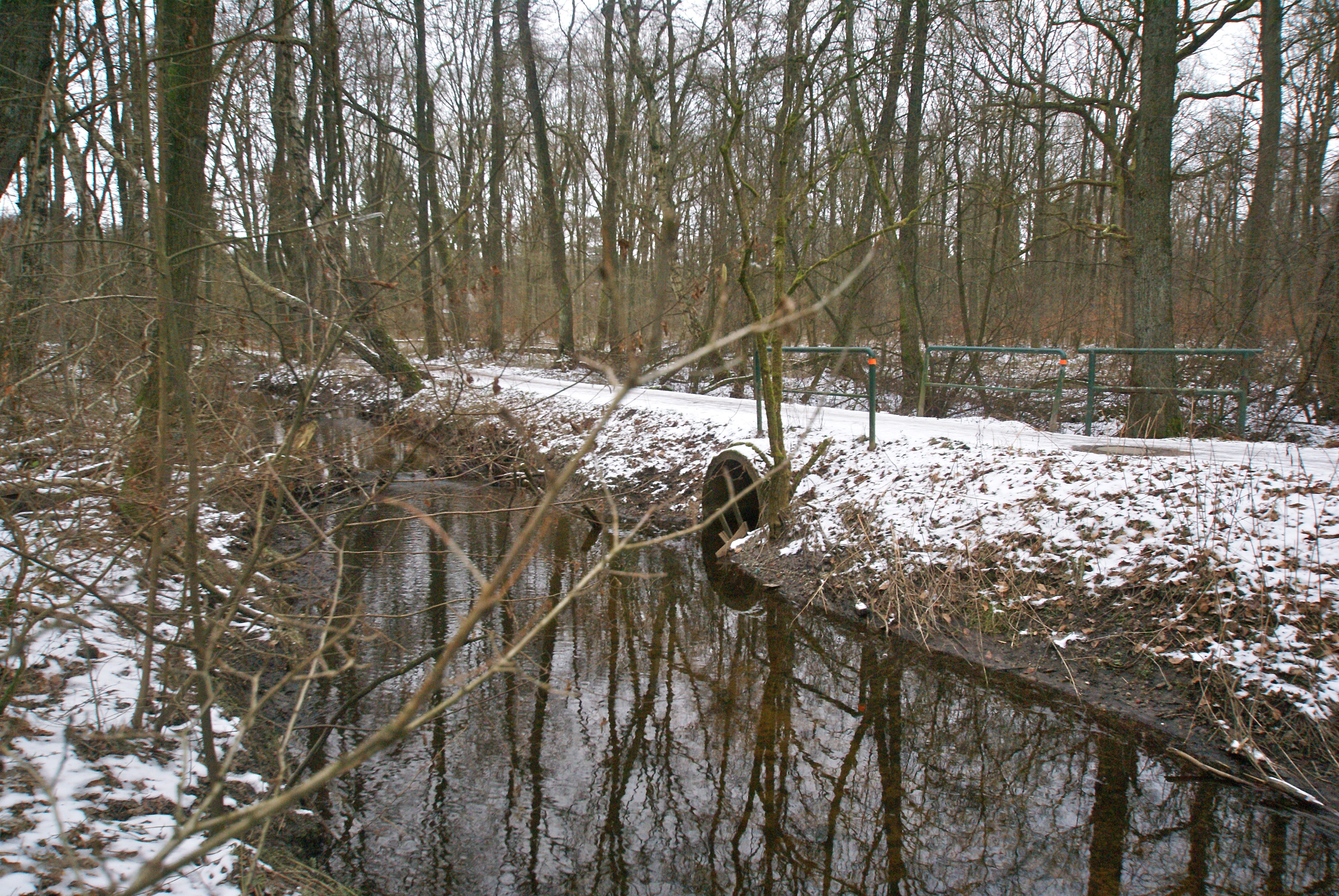
L'aiguabarreig del Moorbek i del Deepenreiengraben
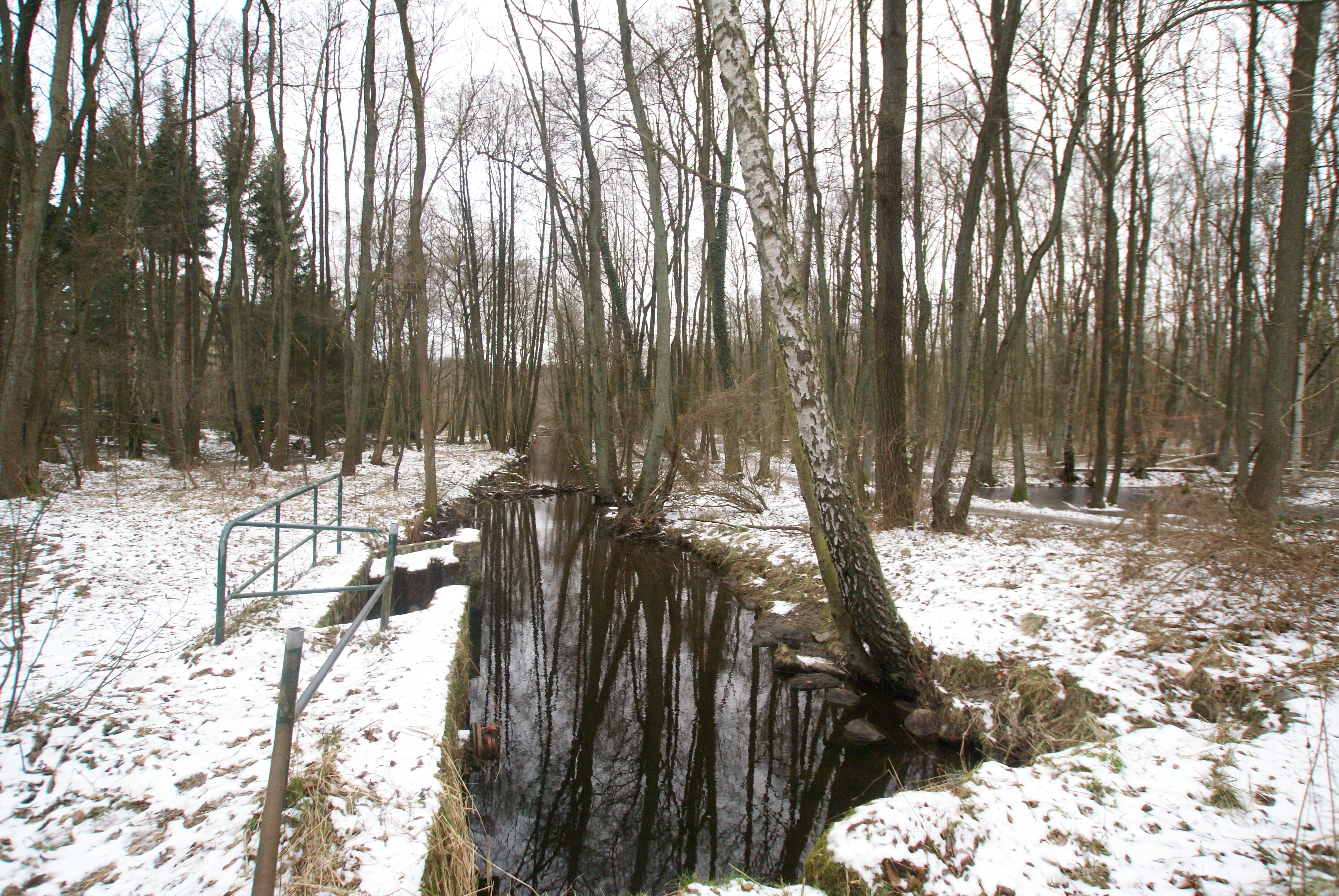
El riu a uns metres de la confluència del Moorbek i del Deepenreiengraben
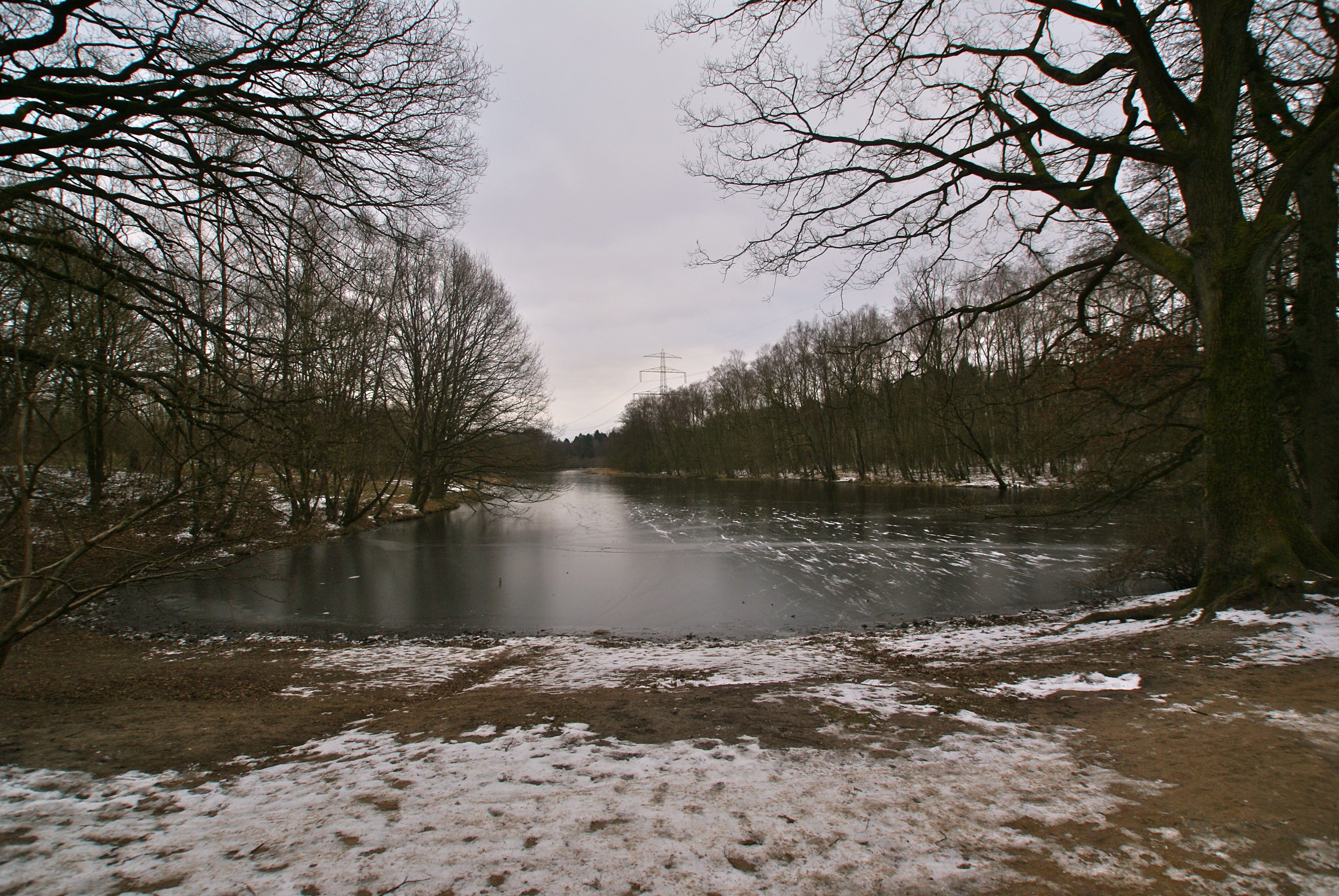
L'estany Lottbeker Teich
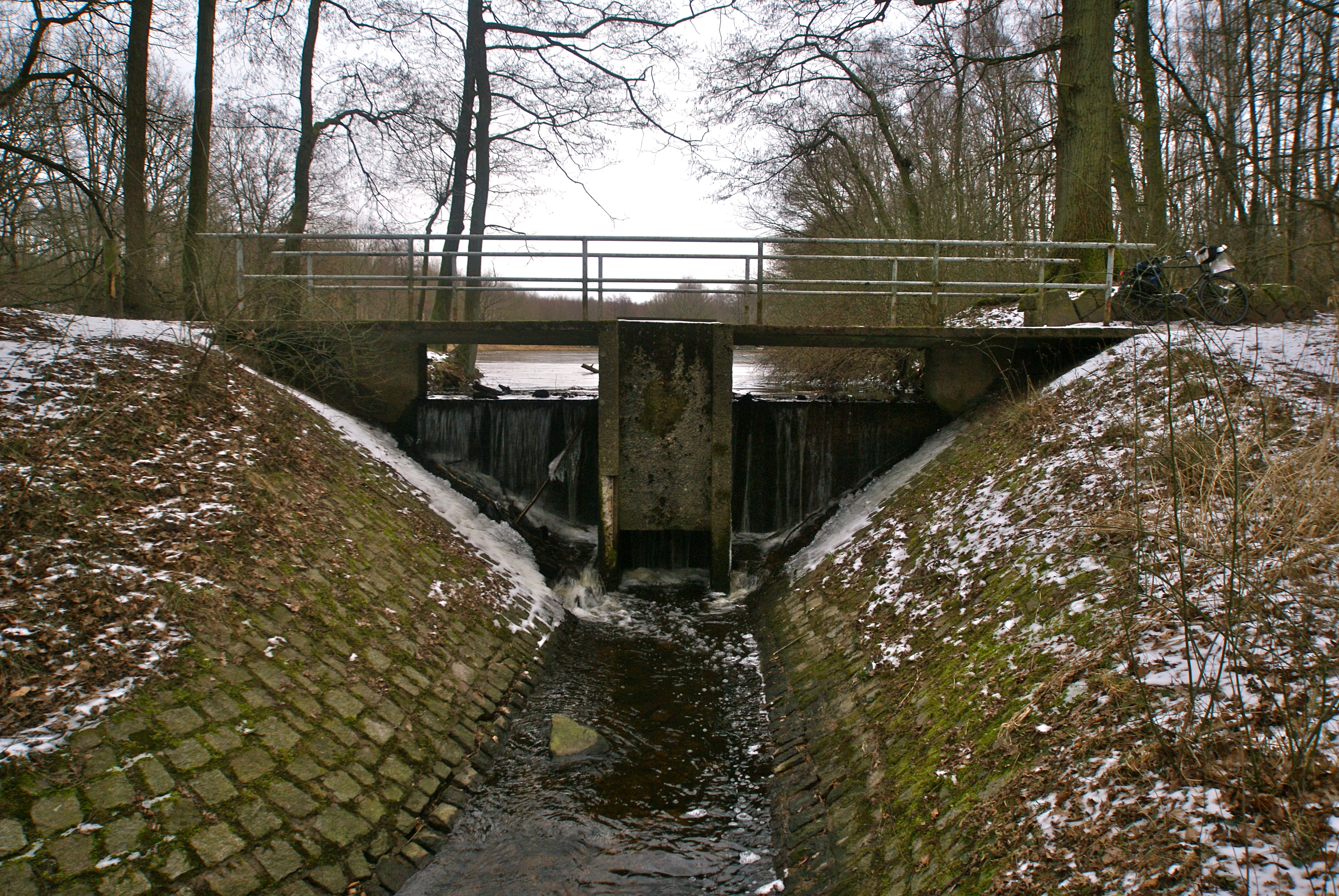
Resclosa del Lottbeker Teich

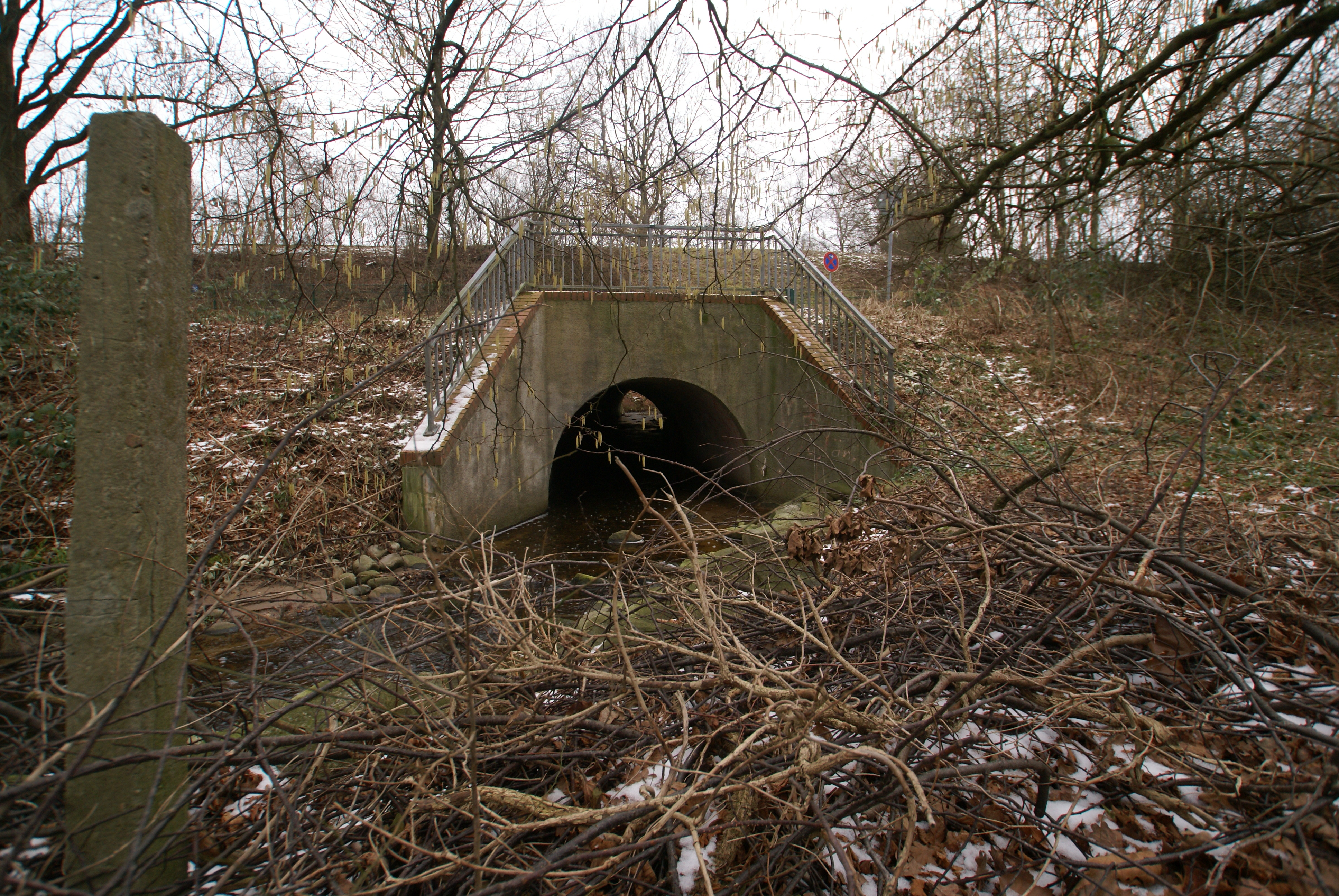
El pas sota la línia del metro U1
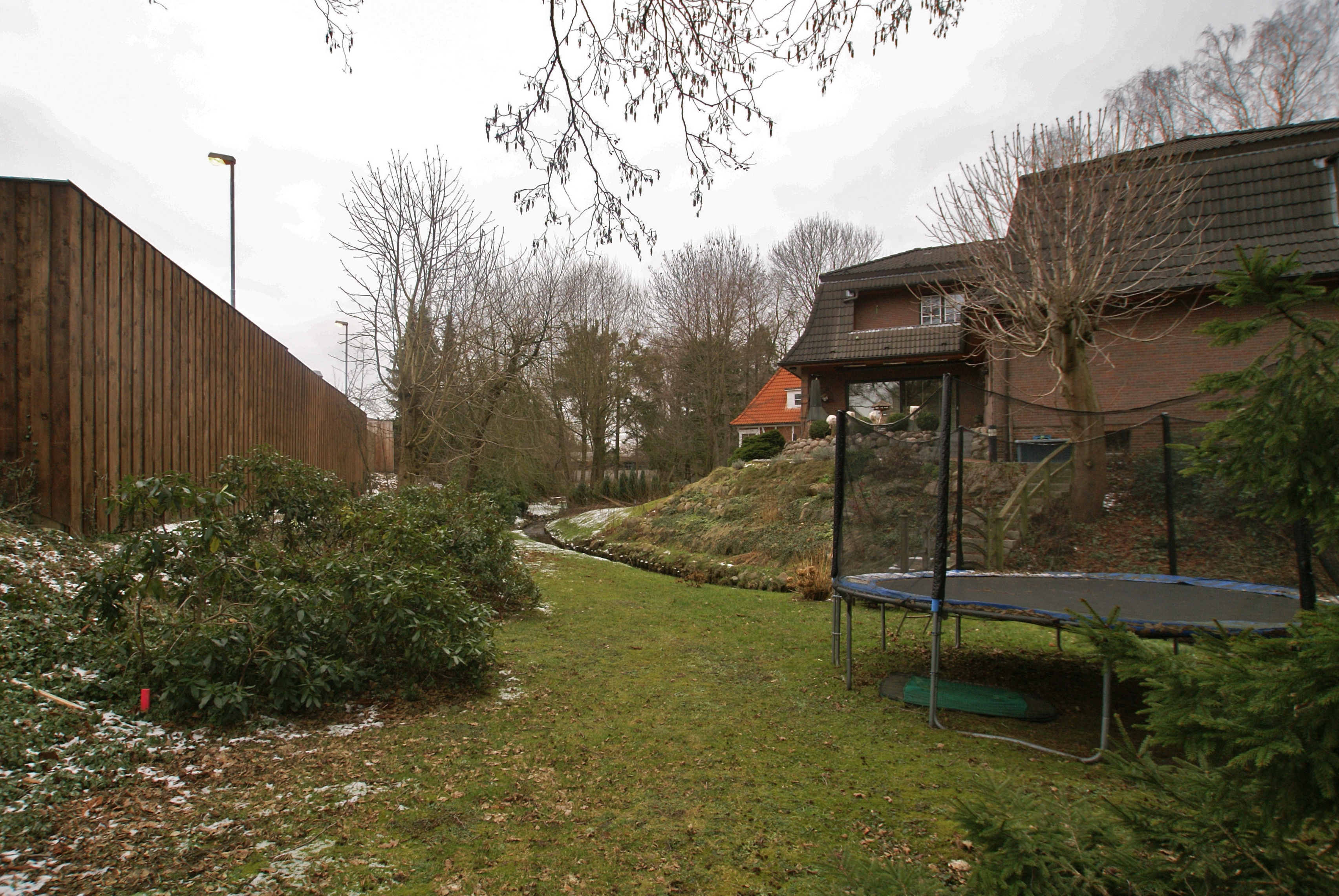
El riu al poble d'Hoisbüttel
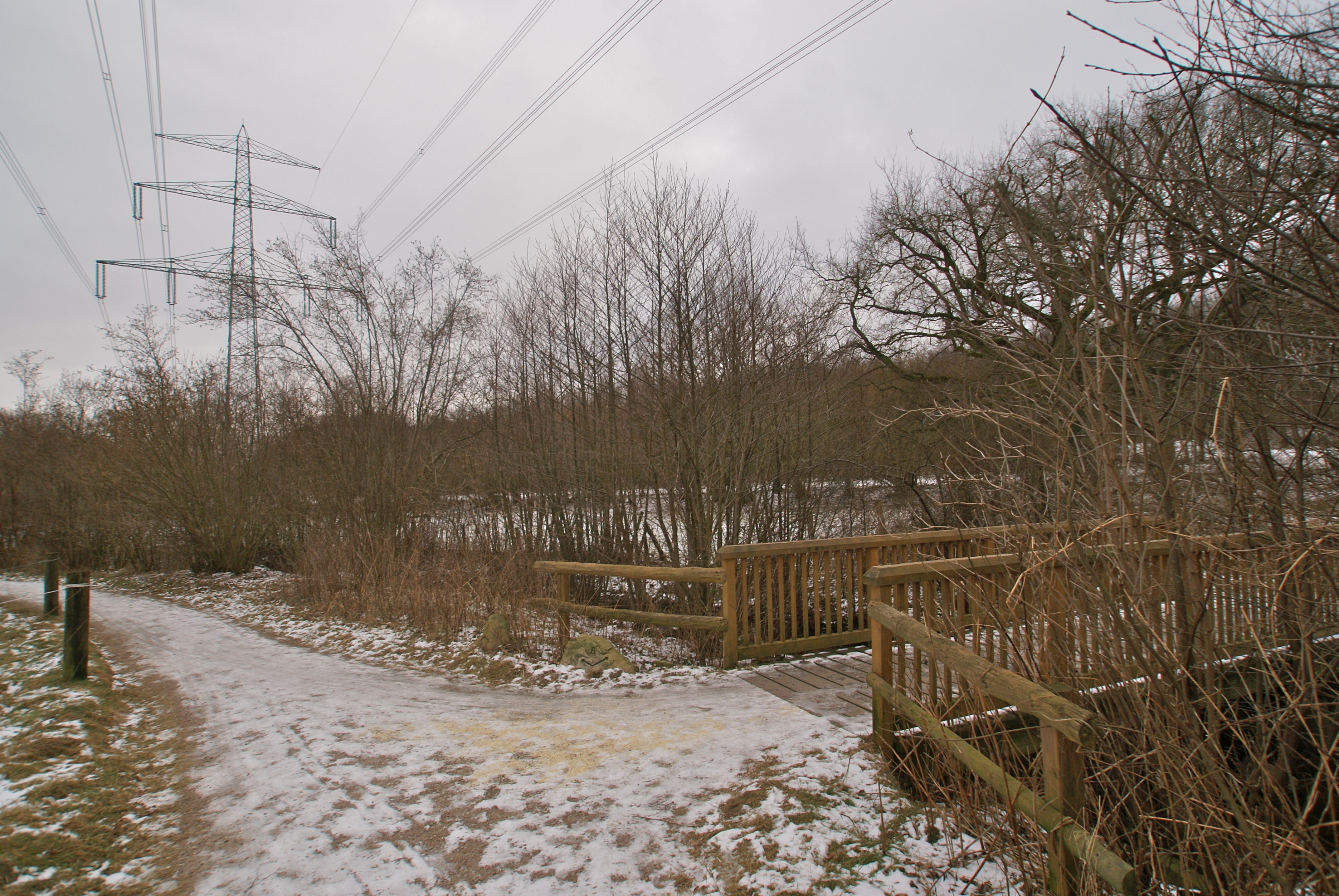
El sender per ciclistes i passejants
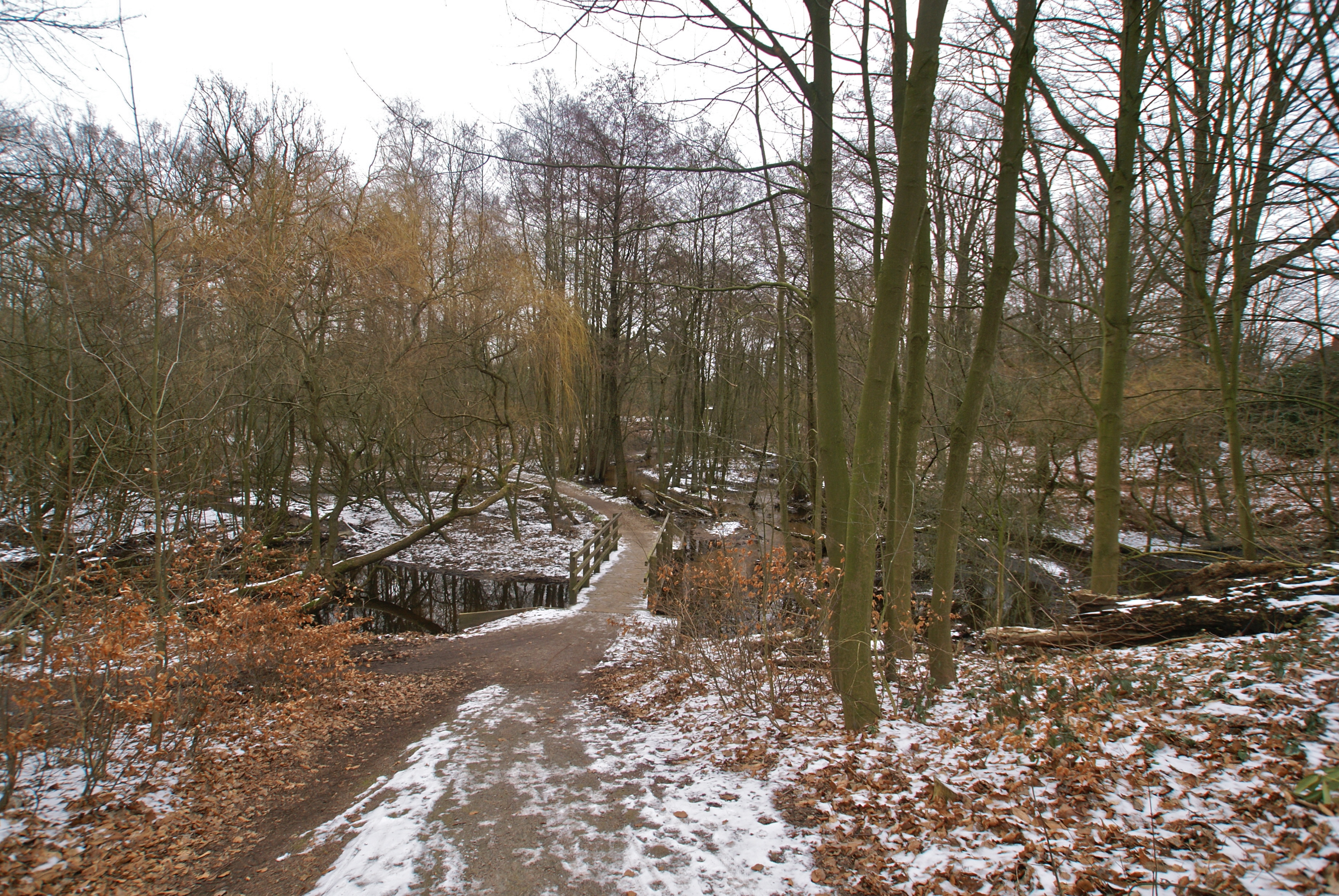
Aiguabarreig amb el Bredenbek a l'estany Hörndiek